# Spirotaenia obscura
Spirotaenia obscura là một loài Song tinh tảo trong họ Mesotaeniaceae, thuộc chi Spirotaenia.